# Acontia gonella
Acontia gonella är en fjärilsart som beskrevs av John Kern Strecker 1898. Acontia gonella ingår i släktet Acontia och familjen nattflyn. Inga underarter finns listade i Catalogue of Life.